# Droga wojewódzka nr 636
Droga wojewódzka nr 636 (DW636) – droga wojewódzka w centralnej  Polsce w województwie mazowieckim przebiegająca przez teren powiatu wołomińskiego. Droga ma długość 29 km. Łączy Wolę Rasztowską koło Radzymina z miejscowością Wójty koło Łochowa.